# Егозово (посёлок железнодорожной станции)
Егозо́во — посёлок при станции в Ленинск-Кузнецком районе Кемеровской области. Входит в состав Горняцкого сельского поселения.

## География
Центральная часть населённого пункта расположена на высоте 173 м над уровнем моря.

## Население
| 2010 |
| ---- |
| 815  |

### Половой состав
По данным Всероссийской переписи населения 2010 года, в посёлке при станции Егозово проживало 815 человек (352 мужчины, 463 женщины).

## Организации
В посёлке при станции Егозово находятся Детский сад "Росинка".